# الموالي (الجيش العباسي)
الموالي في الجيش العبَّاسي أو فرقة الموالي، هو تشكيل عسكري نظامي في جيش الخلافة العبَّاسيَّة، تشكَّل غالبًا من عناصر غير عربيَّة، ومرتبطة بشكل مباشر بالخليفة أو أمير يرتبط هو الآخر برباط وثيق مع الخليفة. ظهر شأنهم في أوائل الفترة الخلافة العبَّاسيَّة، إلا أنه ازداد أهميتهم منذ عهد الخليفة أبو جعفر المنصور، ليشكل الموالي أهمية في العصر العبَّاسي الأول.

## لمحة
كانت كتلة الموالي في الجيش تتكون غالبًا من مقاتلين عجم غير عرب، وكان ارتباطهم يصل إلى الخليفة مباشرة أو ما دونه من الأمراء. اعتنى العبَّاسيُّون بتدريبهم وتعليمهم حتى أصبحوا وحدة كبيرة في الجيش العبَّاسي، اعتبر الموالي أنفسهم كتلة مستقلة ومختلفة عن كل من العرب وغير العرب بسبب أصلهم الأعجمي. ازدادت أهمية الموالي في عهد الخليفة أبو جعفر المنصور (حكم من 754 حتى 775 م)، فقد ظهرت أهميتهم في البلاط والإدارة والجيش، ولمع عددًا من الأسماء منهم، مثل عمارة بن حمزة، ووزير الخلافة الرَّبيع بن يونس وغيرهم.
يعتبر الخليفة المنصُور أول الخُلفاء الذين استعمل مواليه وغلمانه في أعماله، وكانوا جديرين بالثقة، حتى أنه حين أوصى وليُّ عهده وابنه مُحمَّد المهدي، قال له أنه ترك له ثلاثة أشياء مهمة، وهو المال، والموالي، ومدينة السَّلام. بعد أن آلت الخلافة إلى المهدي، أكرمهم وزاد اهتمامه بالموالي، فقدم لهم التقدير والاحترام، وذلك لحسن أدائهم وطاعتهم التامَّة له، فقد كانوا ينفذون كل ما يطلب منهم، فتقلَّد العديد منهم مناصب عالية بسبب مهارتهم العالية وولائهم للعبَّاسيين.

### فهرس المنشورات
1. ↑  الجبيلي (2015)، ص. 1321-1322.
2. 1 2 3  الجبيلي (2015)، ص. 1322.

### معلومات المنشورات كاملة
مقالات محكمة
- علياء الجبيلي (2015). "عناصر الجيش العباسي وآثارها السياسية على الخلافة العباسية من 749 حتى 836 م". مجلة كلية الآداب في جامعة بنها. بنها. ج. 2 ع. 40: 1305–1351. DOI:10.21608/JFAB.2015.49911. ISSN:1687-2525. OCLC:8299664511. QID:Q124454831.